# Justice (album de Justin Bieber)
Pour les articles homonymes, voir Justice (homonymie).
Albums de Justin Bieber
Changes
(2020) Swag
(2025)
Singles
1. Holy
Sortie : 18 septembre 2020
2. Lonely
Sortie : 16 octobre 2020
3. Anyone
Sortie : 1er janvier 2021
4. Hold On
Sortie : 5 mars 2021
5. Peaches
Sortie : 19 mars 2021
6. Ghost
Sortie : 10 septembre 2021

Justice est le sixième album studio du chanteur canadien Justin Bieber, sorti le 19 mars 2021 par Def Jam Recordings. L’album est de style hip-hop chrétien, avec la participation du pasteur Judah Smith et une archive du discours du pasteur Martin Luther King.
L'album a débuté en première place du Canadian Albums Chart ainsi que du Billboard 200 américain, permettant à Justin Bieber de devenir le plus jeune artiste solo à obtenir 8 no 1 sur le classement.

## Réception

### Réception critique
Il a été nommé pour le Grammy Award de l'album de l'année en 2021.

## Singles
Le cinquième single, Peaches, a également fait ses débuts à la première place la même semaine, faisant de Bieber le premier artiste masculin solo à débuter à la première place des classements Billboard Hot 100 et Billboard 200 simultanément.

## Pistes
| édition standard | édition standard                            | édition standard | édition standard                                             | édition standard | édition standard | édition standard | édition standard | édition standard | édition standard |
| No               | Titre                                       | Auteur | Producteurs                                                  | Durée            |                  |                  |                  |                  |                  |
| ---------------- | ------------------------------------------- | --- | ------------------------------------------------------------ | ---------------- | ---------------- | ---------------- | ---------------- | ---------------- | ---------------- |
| 1.               | 2 Much                                      | - Justin Bieber - Sonny Moore - Martin Luther King - Alexander Izquierdo - Valentin Brunn - Freddy Wexler - Josh Gudwin - Gregory Hein - Gian Stone                 | Skrillex                                                     | 2:32             |                  |                  |                  |                  |                  |
| 2.               | Deserve You                                 | - Bieber - Andrew Watt - Louis Bell - Jonathan Bellion - Michael Pollack - Ali Tamposi                                                                              | - Andrew Watt - Bell                                         | 3:07             |                  |                  |                  |                  |                  |
| 3.               | As I Am (featuring Khalid)                  | - Bieber - Khalid Robinson - Jordan K. Johnson - Stefan Johnson - Oliver Peterhof - Gudwin - Ido Zmishlany - Scott Harris - Hein                                    | - The Monsters & Strangerz - German - Gudwin - Zmishlany     | 2:54             |                  |                  |                  |                  |                  |
| 4.               | Off My Face                                 | - Bieber - Daniel James - Leah Haywood - Jake Torrey - Tia Scola | - Dreamlab - Torrey                                          | 2:36             |                  |                  |                  |                  |                  |
| 5.               | Holy (featuring Chance the Rapper)          | - Bieber - Chancelor Bennett - Bellion - Tommy Brown - Steven Franks - Jorgen Odegard - Pollack - Anthony M. Jones                                                  | - Jon Bellion - Tommy Brown - Mr. Franks - Odegard - Pollack | 3:32             |                  |                  |                  |                  |                  |
| 6.               | Unstable (featuring the Kid Laroi)          | - Bieber - Charlton Howard - James Gutch - Hein - Rami Yacoub - Britney Amardio - Billy Walsh - Ayden Szymczak                                                      | - Jimmie Gutch - Aldae - Yacoub                              | 2:38             |                  |                  |                  |                  |                  |
| 7.               | MLK Interlude                               | King |                                                              | 1:44             |                  |                  |                  |                  |                  |
| 8.               | Die for You (featuring Dominic Fike)        | - Bieber - Dominic Fike - Wotman - Bell - Bellion - Tamposi | - Andrew Watt - Bell                                         | 3:18             |                  |                  |                  |                  |                  |
| 9.               | Hold On                                     | - Bieber - Wotman - Bell - Bellion - Tamposi - Walter de Backer - Luiz Bonfá                                                                                        | - Andrew Watt - Bell                                         | 2:50             |                  |                  |                  |                  |                  |
| 10.              | Somebody                                    | - Bieber - Moore - Bernard Harvey - Ilya Salmanzadeh - Ryan Tedder - Yacoub - Gudwin - Hein                                                                         | - Skrillex - Bernard Harvey - Ilya Salmanzadeh               | 3:00             |                  |                  |                  |                  |                  |
| 11.              | Ghost                                       | - Bieber - Bellion - J. Johnson - S. Johnson - Pollack | - Bellion - The Monsters & Strangerz                         | 2:33             |                  |                  |                  |                  |                  |
| 12.              | Peaches (featuring Daniel Caesar et Giveon) | - Bieber - Ashton Simmonds - Giveon Evans - Harvey - Luis Martinez, Jr. - Wotman - Bell - Matthew Sean Leon - Felisha King-Harvey - Aaron Simmonds - Keavan Yazdani | - Harv - Shndo                                               | 3:18             |                  |                  |                  |                  |                  |
| 13.              | Love You Different (featuring Beam)         | - Bieber - Tyshane Thompson - Marcus Lomax - Izquierdo - Peterhof - Whitney Phillips - Jordan Douglas                                                               | - The Monsters & Strangerz - German - Gudwin                 | 3:06             |                  |                  |                  |                  |                  |
| 14.              | Loved by You (featuring Burna Boy)          | - Bieber - Damini Ogulu - Moore - Jason Evigan - Amy Allen - Bellion                                                                                                | - Skrillex - Evigan - LeriQ                                  | 2:39             |                  |                  |                  |                  |                  |
| 15.              | Anyone                                      | - Bieber - Wotman - Bellion - Izquierdo - J. Johnson - S. Johnson - Pollack - Raul Cubina                                                                           | - Andrew Watt - Bellion - The Monsters & Strangerz           | 3:10             |                  |                  |                  |                  |                  |
| 16.              | Lonely (with Benny Blanco)                  | - Bieber - Benjamin Levin - Finneas O'Connell | - Benny Blanco - Finneas                                     | 2:29             |                  |                  |                  |                  |                  |
| 45:26            |                                             | |                                                              |                  |                  |                  |                  |                  |                  |

## Certifications
| Pays              | Certification | Ventes/Équivalence |
| ----------------- | ------------- | ------------------ |
| États-Unis (RIAA) | 2 × Platine   | 2 000 000          |
| France (SNEP)     | Platine       | 100 000            |